# Estilpnomelana
La estilpnomelana es un mineral de la clase de los filosilicatos, y dentro de esta pertenece al llamado “grupo de la estilpnomelana”. Fue descubierta en 1827 en una mina de la región de Moravia (República Checa), siendo nombrada así del griego stilpnos -brillante- y melanos -negro-, en alusión a su aspecto. Sinónimos poco usados son: minguétita o crisobiotita.

## Características químicas
Es un aluminosilicato hidratado de potasio, calcio, sodio, hierro, magnesio y aluminio. Su estructura molecular es de filosilicato con anillos dobles de seis o más tetraedros de sílice.
Además de los elementos de su fórmula, suele llevar como impurezas: titanio, manganeso y agua.

## Formación y yacimientos
Aparece en una formación de hierro bandeado, en esquistos azules y en facies de rocas metamórficas, así como en yacimientos de minerales sulfuros de tipo metamórfico. Comúnmente asociada a yacimientos de hierro.
Suele encontrarse asociado a otros minerales como: cuarzo, siderita, apatito, hematita, minnesotaíta, greenalita, chamosita, grunerita, magnetita, clorita, pirrotita, calcopirita, glaucofana, albita, epidota o actinolita.